# Ruch (Unternehmen)

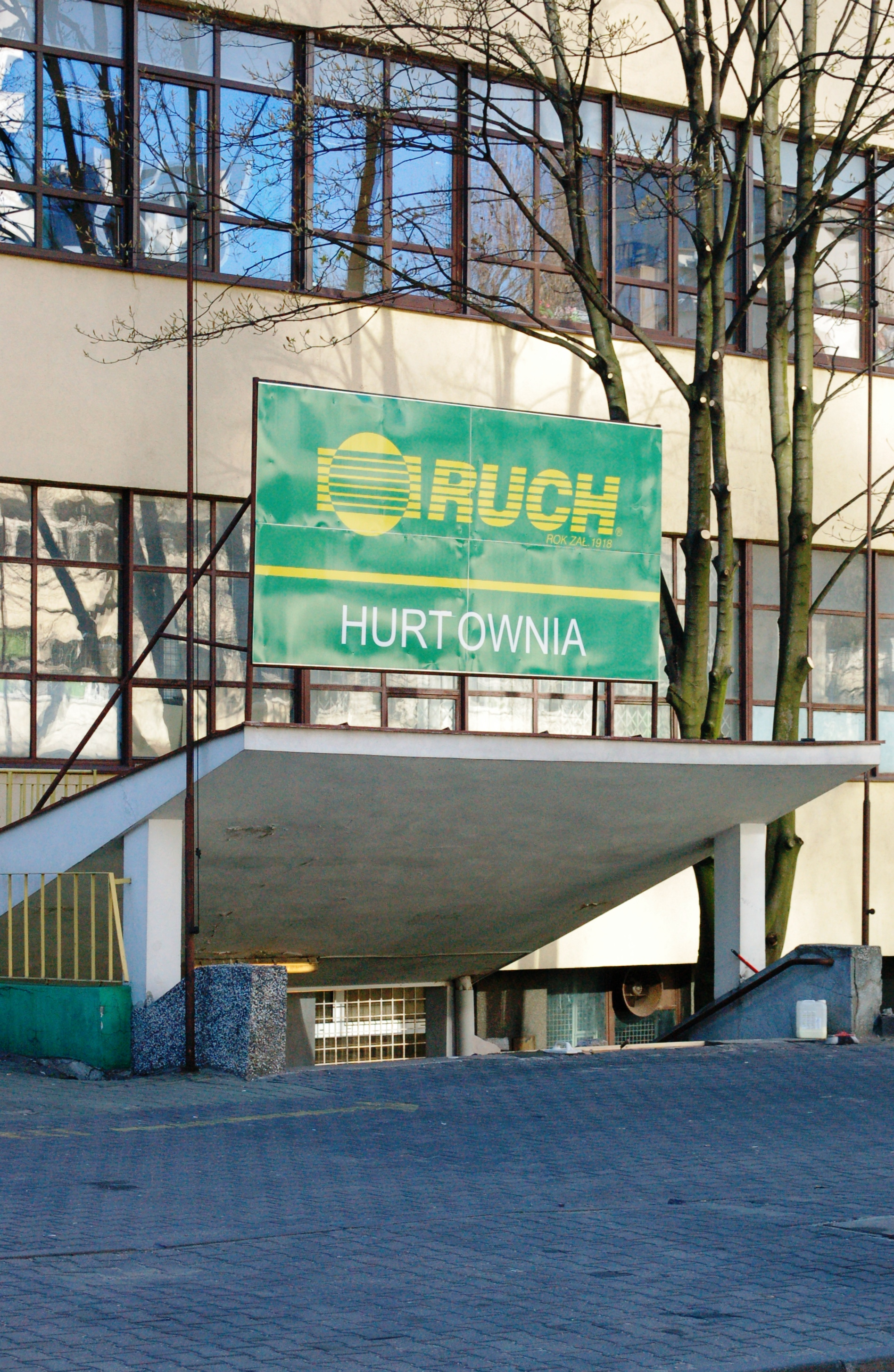
Eine Auslieferungsstelle des RUCH-Pressegrossos

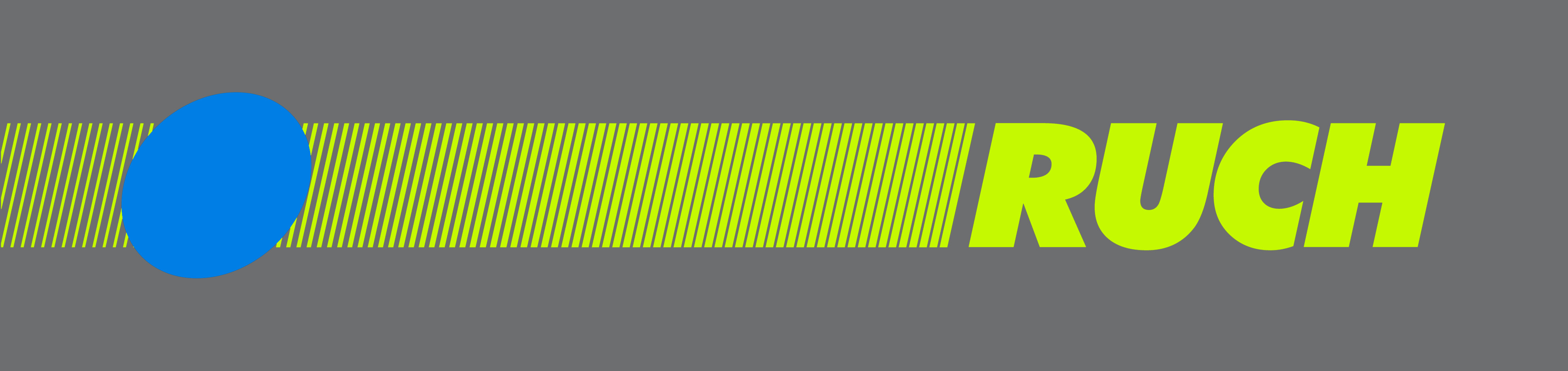
Logo RUCH S.A.

Die RUCH S.A. (Spółka Akcyjna = Aktiengesellschaft) ist ein landesweites Pressevertriebsunternehmen in Polen, das an der Warschauer Börse notiert ist. RUCH übernimmt dabei verschiedene Funktionen: Presse-Grosso, Einzelhandel, Presse-Export und Abonnementverkauf. Der Sitz des Unternehmens befindet sich in Warschau. Neben Presseprodukten liefert RUCH auch ausgewählte Konsumgüter des täglichen Bedarfes an rund 26.000 Verkaufsstellen. Damit gehört der ehemalige Staatskonzern zu den 50 größten Unternehmen Polens.

## Geschichte
Das Unternehmen wurde am 17. Dezember 1918 von den polnischen Buchhändlern Jakub Mortkowicz und Jan Gebethner unter der Firmierung Polskie Towarzystwo Księgarń Kolejowych RUCH Spółka z o.o. (deutsch: Polnische Gesellschaft der Bahnhofsbuchhandlungen RUCH GmbH) gegründet. Im Folgejahr wurde der erste Kiosk des Unternehmens auf einem Bahnsteig des Warschauer Wiener Bahnhofs eröffnet. Bereits ein halbes Jahr später wurden 60 Verkaufsstellen beliefert. 1935 war das Unternehmen der einzige polenweite Großvertrieb für Presseprodukte und belieferte rund 700 Verkaufsstellen.

### Staatsunternehmen
1950 wurde die RUCH mit anderen Pressevertriebsdienstleistern zur Państwowe Przedsiębiorstwo Kolportażu RUCH (deutsch: Staatliches Pressevertriebsunternehmen RUCH) zwangsverschmolzen. Ausschließlich der neu entstandene Vertriebsmonopolist hatte das Recht, in Polen Zeitungen und Zeitschriften im Groß- und Einzelhandel zu vertreiben oder im Abonnement anzubieten. Im Jahr 1955 entstanden unterhalb der Holdinggesellschaft Centralny Zarząd Upowszechniania Prasy i Książki RUCH (deutsch: Zentralleitung für die Verbreitung von Presse und Büchern RUCH) verschiedene Tochtergesellschaften – die Centrala Kolportażu Prasy i Wydawnictw RUCH (deutsch: Zentrale des Presse- und Verlagsvertriebs RUCH), das Przedsiębiorstwo Wydawnictw Zagranicznych RUCH (deutsch: Auslandsverlags-Unternehmen RUCH) sowie das Przedsiębiorstwo Filatelistyczne RUCH (deutsch: Briefmarken-Unternehmen RUCH). 1961 kam dann noch der Klub Międzynarodowej Prasy i Książki (deutsch: Club der internationalen Presse und Bücher) dazu.

### Genossenschaft
Im Jahr 1969 wurde der zentrale Holding in Zjednoczenie Upowszechniania Prasy i Książki RUCH (deutsch: Union der Presse- und Buchverbreitung) umbenannt. 1971 entstand nach einer Fusion von RUCH und der Robotnicza Spółdzielnia Wydawnicza PRASA (deutsch: Arbeitergenossenschaft der Verlage PRASA) die Robotnicza Spółdzielnia Wydawnicza Prasa-Książka-Ruch (deutsch: Arbeitergenossenschaft der Verlage Prasa-Książka-Ruch).

### Unternehmen des Staatsschatzes
Am 22. Dezember 1990 beschloss der polnische Sejm die Liquidation des Konglomerats. Am 29. April 1991 erließ der polnische Industrieminister ein Dekret, nach dem die Pressevertriebsorganisation der vormaligen RSW Prasa-Książka-Ruch fortan unter der Firmierung Przedsiębiorstwo Kolportażowo-Handlowe RUCH (deutsch: Pressevertriebs- und Handelsunternehmen RUCH) in den Staatsschatz eingegliedert werden solle. Das neue Unternehmen übernahm wesentliche Vermögensteile des Vorgängers und organisierte sich in 26 Regionalleitungen und 188 Untereinheiten, die den nationalen Pressevertrieb betreuen sollten. Ab April 1992 firmierte das Unternehmen als RUCH S.A.

### Börsengang
Am 22. Dezember 2006 erfolgte der erfolgreiche Börsengang des Unternehmens. Durch die neuen Finanzierungsmöglichkeiten wurde dem Unternehmen eine schrittweise Modernisierung des Handelsnetzes sowie der IT-Systeme ermöglicht. Im Juli 2009 lagen noch 56,86 % der Unternehmensanteile beim Staatsschatz. Im August 2010 verkaufte das Ministerium sein Aktienpaket an Lurene Investments BV, eine Tochtergesellschaft des Investmentfonds Eton Park Capital Management. Ebenfalls mitgeboten hatten zunächst Mennica Polska und der Investmentfonds NFI Jupiter.

### Verkauf an PKN Orlen
Im November 2020 schloss der polnische Petrochemiekonzern PKN Orlen, dem auch ein Tankstellennetz mit angegliederten Kiosken gehört, die Übernahme von Ruch ab.

## RUCH heute

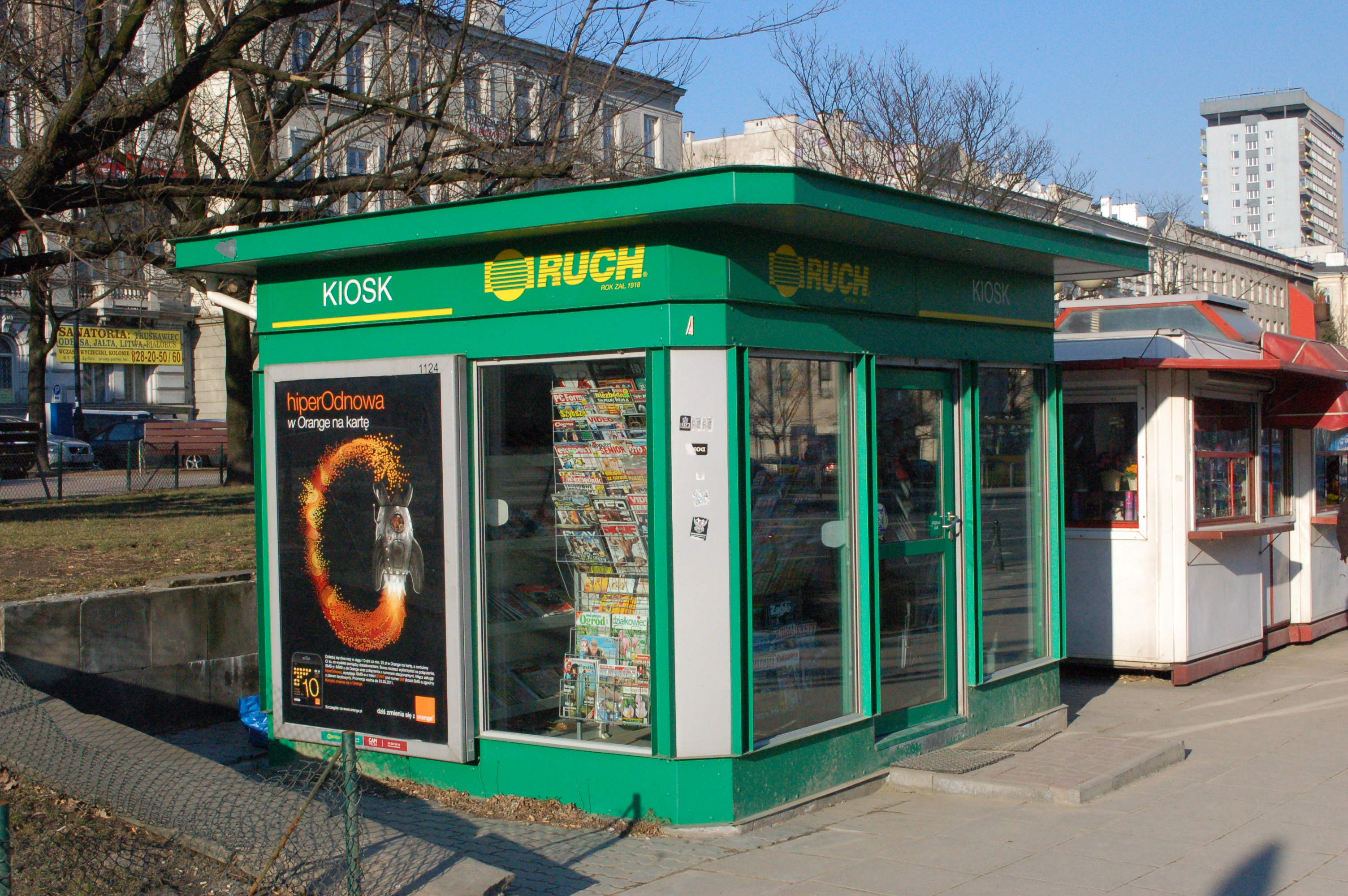
Ein moderner, begehbarer Pressekiosk der RUCH

Als infolge der politischen Wende in Polen in den 1990er Jahren viele private Pressegroßhändler entstanden, verlor die früher monopolistisch agierende RUCH schnell an Marktanteilen. Vor allem das Kielcer Unternehmen Kolporter S.A. wurde zu einem starken Konkurrenten der RUCH. Einerseits verfügte die RUCH mit den guten Verkaufslagen ihrer Kioske über eine gute Ausgangssituation, andererseits belasteten die Übernahme von Tausenden, in Gewerkschaften organisierten Mitarbeitern der RSW Prasa-Książka-Ruch die Rentabilität und Entwicklungsmöglichkeiten. Der Versuch eines Verkaufes des Unternehmens an die französische Hachette Distribution Services in den 1990er Jahren misslang. Ein nachfolgender Rechtsstreit behinderte jahrelang weitere Privatisierungs- und damit Modernisierungsbemühungen. Erst in der zweiten Hälfte der 2000er Jahre konnte das Unternehmen sich im Rahmen der zunehmenden Privatisierung konsolidieren und ist heute wieder Marktführer im polnischen Pressevertrieb.
Mit einer Belieferung an 26.000 Verkaufsstellen hält die RUCH S.A. einen Marktanteil von rund 40 %. Neben etwa 6.000 selbst betriebenen und verpachteten Kiosken und begehbaren Presse-Salons werden auch Fremdbetreiber und große Handelsketten, wie Alma, POLOmarket oder Chata Polska beliefert. Rund 4.000 Pressetitel werden geführt, die von etwa 8 Millionen Lesern täglich gekauft werden. Daneben betreibt RUCH seit dem Jahr 2009 auch Cafés und bietet Kurierdienste an. So gehören die Cafékette iCoffee und 2009 von den Unternehmen Mercer’s und Tchibo übernommene Geschäfte zum Unternehmen.